# 承応
承応（、旧字体：承應）は、日本の元号の一つ。慶安の後、明暦の前。1652年から1655年までの期間を指す。この時代の天皇は後光明天皇、後西天皇。江戸幕府将軍は徳川家綱。

## 改元
- 慶安5年9月18日（グレゴリオ暦1652年10月20日）改元。
- 承応・文嘉・享応・承禄・承延の候補の中から後光明天皇が承応・文嘉・享応を選び、幕府へ提示。幕府がその中から承応を選んだ。
- 承応4年4月13日（グレゴリオ暦1655年5月18日） 明暦に改元。

改元の理由は不明であるが、関白近衛尚嗣の日記によれば江戸幕府から改元の申し入れがあったが理由は明示されておらず、尚嗣も不審の念を抱いている。幕府側の史料である林鵞峰の『改元物語』によれば、実は徳川家光の逝去と徳川家綱の将軍就任を理由に代始改元を求めたものであったことが明記されており、何らかの事情で朝廷側には本当の理由を示されなかったと推測される。

## 承応年間の出来事
- 承応元年（1652年） - 承応の変
- 承応3年（1654年） - 多摩地方に玉川上水通水、安曇野に矢原堰開削

### 誕生
- 2年 近松門左衛門（劇作家）
- 3年 霊元天皇（第112代天皇）

### 死去
- 3年 後光明天皇（第110代天皇）

## 西暦との対照表
※は小の月を示す。
| 承応元年（壬辰） | 一月※     | 二月  | 三月※ | 四月※ | 五月  | 六月※ | 七月    | 八月 | 九月※ | 十月  | 十一月 | 十二月※  |           |
| ---------------- | --------- | ----- | ----- | ----- | ----- | ----- | ------- | ---- | ----- | ----- | ------ | -------- | --------- |
| グレゴリオ暦     | 1652/2/10 | 3/10  | 4/9   | 5/8   | 6/6   | 7/6   | 8/4     | 9/3  | 10/3  | 11/1  | 12/1   | 12/31    |           |
| ユリウス暦       | 1652/1/31 | 2/29  | 3/30  | 4/28  | 5/27  | 6/26  | 7/25    | 8/24 | 9/23  | 10/22 | 11/21  | 12/21    |           |
| 承応二年（癸巳） | 一月      | 二月※ | 三月  | 四月※ | 五月※ | 六月  | 閏六月※ | 七月 | 八月  | 九月※ | 十月   | 十一月   | 十二月※   |
| グレゴリオ暦     | 1653/1/29 | 2/28  | 3/29  | 4/28  | 5/27  | 6/25  | 7/25    | 8/23 | 9/22  | 10/22 | 11/20  | 12/20    | 1654/1/19 |
| ユリウス暦       | 1653/1/19 | 2/18  | 3/19  | 4/18  | 5/17  | 6/15  | 7/15    | 8/13 | 9/12  | 10/12 | 11/10  | 12/10    | 1654/1/9  |
| 承応三年（甲午） | 一月      | 二月※ | 三月  | 四月※ | 五月※ | 六月  | 七月※   | 八月 | 九月※ | 十月  | 十一月 | 十二月   |           |
| グレゴリオ暦     | 1654/2/17 | 3/19  | 4/17  | 5/17  | 6/15  | 7/14  | 8/13    | 9/11 | 10/11 | 11/9  | 12/9   | 1655/1/8 |           |
| ユリウス暦       | 1654/2/7  | 3/9   | 4/7   | 5/7   | 6/5   | 7/4   | 8/3     | 9/1  | 10/1  | 10/30 | 11/29  | 12/29    |           |
| 承応四年（乙未） | 一月※     | 二月  | 三月※ | 四月  | 五月※ | 六月※ | 七月※   | 八月 | 九月※ | 十月  | 十一月 | 十二月   |           |
| グレゴリオ暦     | 1655/2/7  | 3/8   | 4/7   | 5/6   | 6/5   | 7/4   | 8/2     | 8/31 | 9/30  | 10/29 | 11/28  | 12/28    |           |
| ユリウス暦       | 1655/1/28 | 2/26  | 3/28  | 4/26  | 5/26  | 6/24  | 7/23    | 8/21 | 9/20  | 10/19 | 11/18  | 12/18    |           |